# Маджид ібн Саїд
Маджид ібн Саїд (*ماجد بن سعيد البوسعيد; бл. 1834 — 7 жовтня 1870) — 1-й володар Занзібарського султанату в 1856—1870 роках. Зумів зберегти незалежність держави, сприяв її економічному та культурному розвитку.

## Життєпис
Походив з династії Абу-Саїд. Син Саїда ібн Султана, володаря Маскату і Занзібару, й ефіопської наложниці. Народився близько 1834 року у Занзібарі. 1856 року після смерті батька намагався зберегти велику Оманську імперію, внаслідок чого проти нього повстав брат Тувайні. 1859 року попередив змову брата Баргаша та сестри Салме проти себе (їх було заслано до 1861 року до Бомбею). Зрештою 1861 року Маджид мусив розділити родинні володіння, ставши лише султаном Занзібару (зі східноафриканськими володіннями), а султаном Маската став Тувайні. Угоду було укладено за посередництва Чарльза Канніга, генерал-губернатора Британської Індії. Маджид повинен був щорічно сплачувати данину султану Маската. Протягом початку правління боровся з інтригами своїх братів, що бажали захопити владу.
У зовнішній політиці намагався зберігати нейтралітет у стосунках з європейськими державами, насамперед Великою Британією, Францією, Пруссією, Ганновером, Португалією, з якими було встановлено дипломатичні контакти. Також дипломатичні стосунки налагодилися з США.
Водночас султан активно сприяв работоргівлі. Саме в його панування Занзібар перетворився на найбільший центр работоргівлі в Індійському океані. Крім того, зміцнилися позиції Занзібару як торговельного посередника.
Занзібар за панування Маджида також став головним центром розповсюдження ісламу в Східній та Південній Африці. Водночас зберігалися культурні та релігійні зв'язки з султаном Маскату.
Помер 1870 року. Йому спадкував брат Баргаш ібн Саїд, оскільки Маджид мав лише одну дитину — доньку Сайїду Ханфору.